# عروس دریایی (فیلم ۲۰۱۸)
عروس دریایی (انگلیسی: Jellyfish) یک فیلم اجتماعی-واقع گرایانه بریتانیایی است که محصول سال ۲۰۱۸ می‌باشد. بازیگران اصلی فیلم لیو هیل، شنید متیوز و سیریل نری هستند.

## داستان
سارا نوجوانی است که مسئولیت زندگی دو بچه و مادری که دارای مشکلات روحی روانی است را بر عهده دارد و خانواده را با راهکارهای مختلفی از جمله حضور در کار نیمه وقت، در کنار یکدیگر حفظ می‌کند. ماجرای فیلم نشان می‌دهد که مراقبت از افراد خانواده، مدرسه و کار، فشار فزاینده ای بر سارا وارد می‌کند.